# Laridé
Die Laridée (auch Laridée 8 temps) ist ein bretonischer Reihen- oder Kreistanz mit 8 Schritten.
Verbreitet ist dieser Tanz an der Südküste Morbihan, zwischen Lorient und Vannes. Die Laridée ist ein beliebter Tanz, so dass sich der Ursprung nicht genau lokalisieren lässt und mittlerweile viele Varianten existieren.

## Entwicklung
Die Laridée hat ihren Ursprung in den Branles der Renaissance mit Spuren bis ins 15. Jahrhundert. Der einfache Branle verbreitete sich aus dem Osten bis in den Westen der Bretagne. Daraus sind eine Reihe von verschiedenen Tänzen der Bretagne entstanden, die sich vor allem in der Vannes-Region etablierten. Heute finden sich noch viele Tänze in der Region, die immer noch eine gemeinsame Basis erkennen lassen. Daraus entwickeln sich unter anderem der Hanter-dro. Diese Tänze basieren noch auf 6 Schläge und durch die charakteristische Armbewegung werden diese Ridée (deutsch ungefähr: Falten). Die erste Erwähnung stammt aus dem Jahr 1860 und stammt aus der Gegend Pontivy. Als Laridenn oder Ridée auf 8 Schlägen mit unterschiedlichen Variationen verbreitete sich dieser Tanz von Pontivy bis Vannes. Das Auftauchen der Laridée an der Küste lässt sich 1880 und 1890 zuordnen, wo schon der An Dro etabliert ist. Der Reiz der dynamischen Armbewegung führt teils zur Ablösung des An Dro.

## Ausgangsposition
Die Tänzer stehen in einer Reihe, Seite an Seite. Die Tänzer fassen sich gegenseitig an den kleinen Fingern. Traditionell fassten sich die Tänzer auch an den Mittelfinger oder Zeigefinger. Der kleine Finger war früher eher unüblich.
Zu Anfang hängen die Hände runter.

## Grundschritt
Dies ist eine Form, die im Bal Folk weit verbreitet ist:
1. Linker Fuß nach links; Arme nach vorne
2. Rechter Fuß ran; Arme runter
3. Linker Fuß nach links; Arme nach vorne
4. Rechter Fuß ran, Gewicht auf beide Füße; Hände hoch auf Schulterhöhe
5. Beide Fersen nach oben; Arme nach vorne
6. Fersen runter, beide Füße belastet; Arme zurück auf Schulterhöhe
7. Rechter Fuß leicht nach hinten gesetzt und voll belastet, linker Fuß unbelastet und löst sich vom Boden; Arme nach vorne
8. Körper wippt; Arme nach unten

## Varianten
Innerhalb eines Kreises dürfen auch einzelne Tänzer eigene Formen verwenden, ohne dass dies für den kompletten Kreis verpflichtend ist. Zudem gibt es deutlich geographische Unterschiede. Mit einzelnen Variationen können sich Tänzer von der Tradition des Nachbarortes abgrenzen. Diese geographischen Anteile erlauben es gerade erfahrenen Tänzern eine individuelle Ausprägung.
Einzelne geographische Ausprägungen:
- Laride de la cote
- Laridé Gavotte
- Laridenn mod Baod
- Ridée du pays de Josselin

## Videos
- Tamm Kreiz: Tuto danse bretonne : Laridé 8 temps auf YouTube, 24. Mai 2018, abgerufen am 2. Februar 2025 (französisch; Anleitungsvideo Tamm-Kreizh).